# Liézey
Liézey är en kommun i departementet Vosges i regionen Grand Est (tidigare regionen Lorraine) i nordöstra Frankrike. Kommunen ligger i kantonen Gérardmer som tillhör arrondissementet Saint-Dié-des-Vosges. År 2022 hade Liézey 301 invånare.

## Befolkningsutveckling
Antalet invånare i kommunen Liézey
| Referens: INSEE |